# فرد پیکرینگ
فرد پیکرینگ (به انگلیسی: Fred Pickering) بازیکن فوتبال زادهٔ ۱۹ ژانویه ۱۹۴۱ اهل کشور انگلستان که سابقهٔ بازی در تیم ملی فوتبال انگلستان را در کارنامهٔ خود دارد. وی در تاریخ ۲۷ مه ۱۹۶۴ نخستین بازی ملی خود را در مقابل تیم ملی فوتبال ایالات متحده آمریکا انجام داد و با حضور در ۳ بازی ملی، در تاریخ ۲۱ اکتبر ۱۹۶۴ واپسین بازی ملی‌اش را در برابر تیم ملی فوتبال بلژیک برگزار کرد.
این بازیکن توانسته در بازی‌های ملی، ۵ گل به ثمر برساند. وی در ۹ فوریه ۲۰۱۹ درگذشت.